# Friedrich Carl von Ahlefeldt

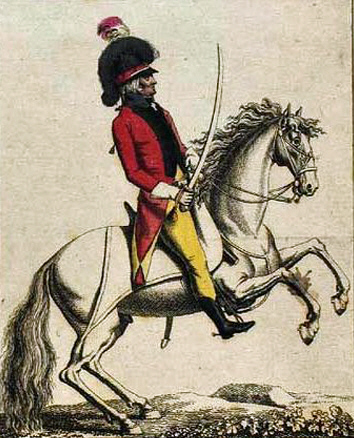
Friedrich Carl Christian Ulrich Graf von Ahlefeldt

Friedrich Carl Christian Ulrich Graf von Ahlefeldt (* 12. November 1742 auf Schloss Augustenborg; † 25. Juni 1825 in Itzehoe) war ein deutscher Offizier in dänischen Diensten, zuletzt Generalleutnant.

## Leben
Friedrich Carl Graf von Ahlefeldt war der jüngste Sohn des Adligen Gutsherrn Conrad Wilhelm Graf von Ahlefeldt (1707–1791), Ritter des Elefanten-Ordens, und dessen Frau Wilhelmine Hedwig geb. von Gram (* 1711).
Von Ahlefeldt trat in dänische Kriegsdienste und stieg vom Leutnant zum Generalleutnant auf. Er war Inspekteur der königlichen Kavallerie und Chef des Leibregiments Dragoner. Dazu war er Kammerherr.
Er war verheiratet mit Detlefine geb. von Rantzau (1767–1851). Die älteste Tochter des Paares, Caroline Sophie Emerentia (1787–1870), heiratete Rudolf Anton Ludwig von Qualen.

## Auszeichnungen
- 1770 Ordre de l’union parfaite
- 1774 Dannebrogorden, Ritter